# Tykev fíkolistá

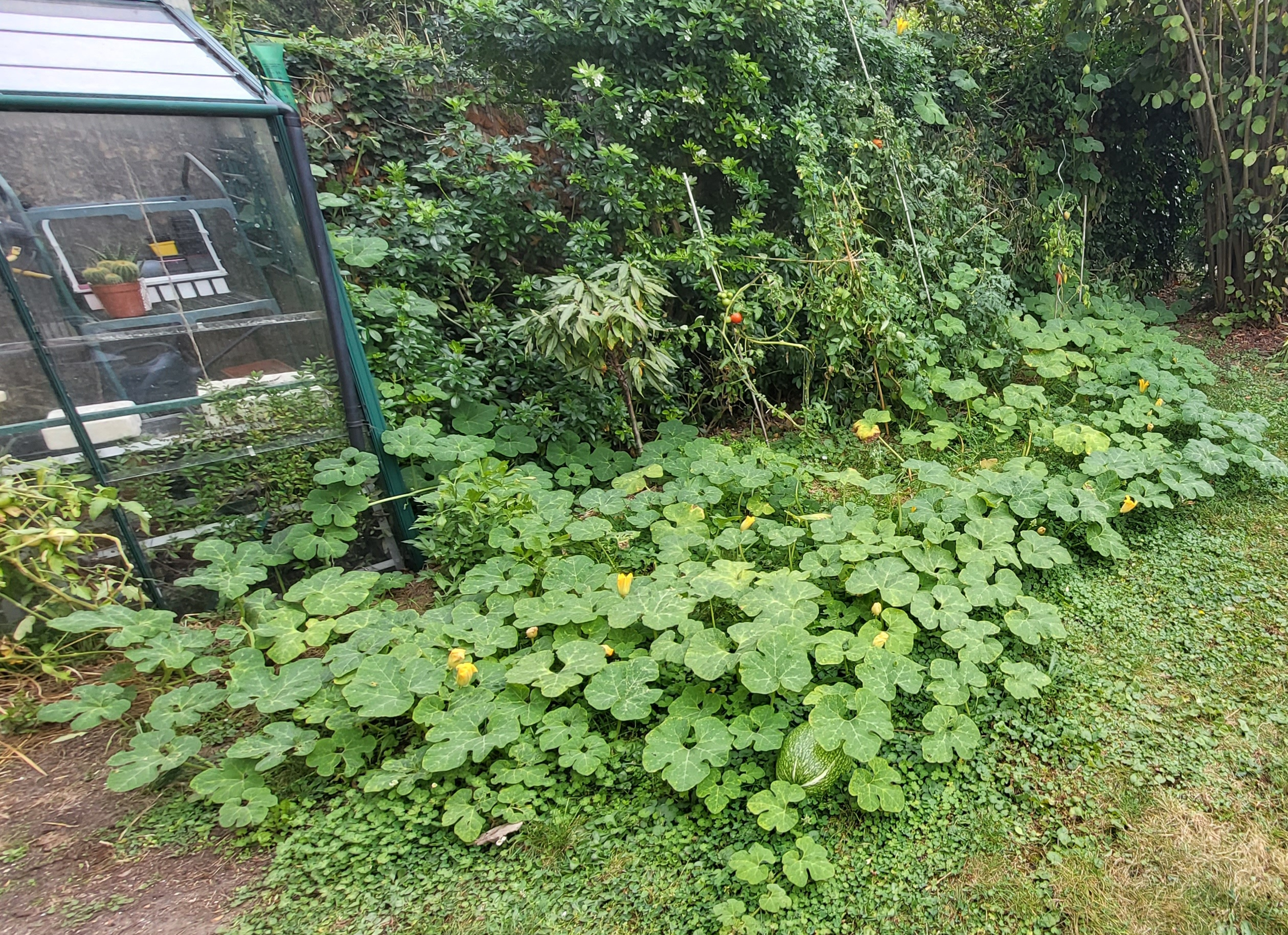
Porost tykve fíkolisté

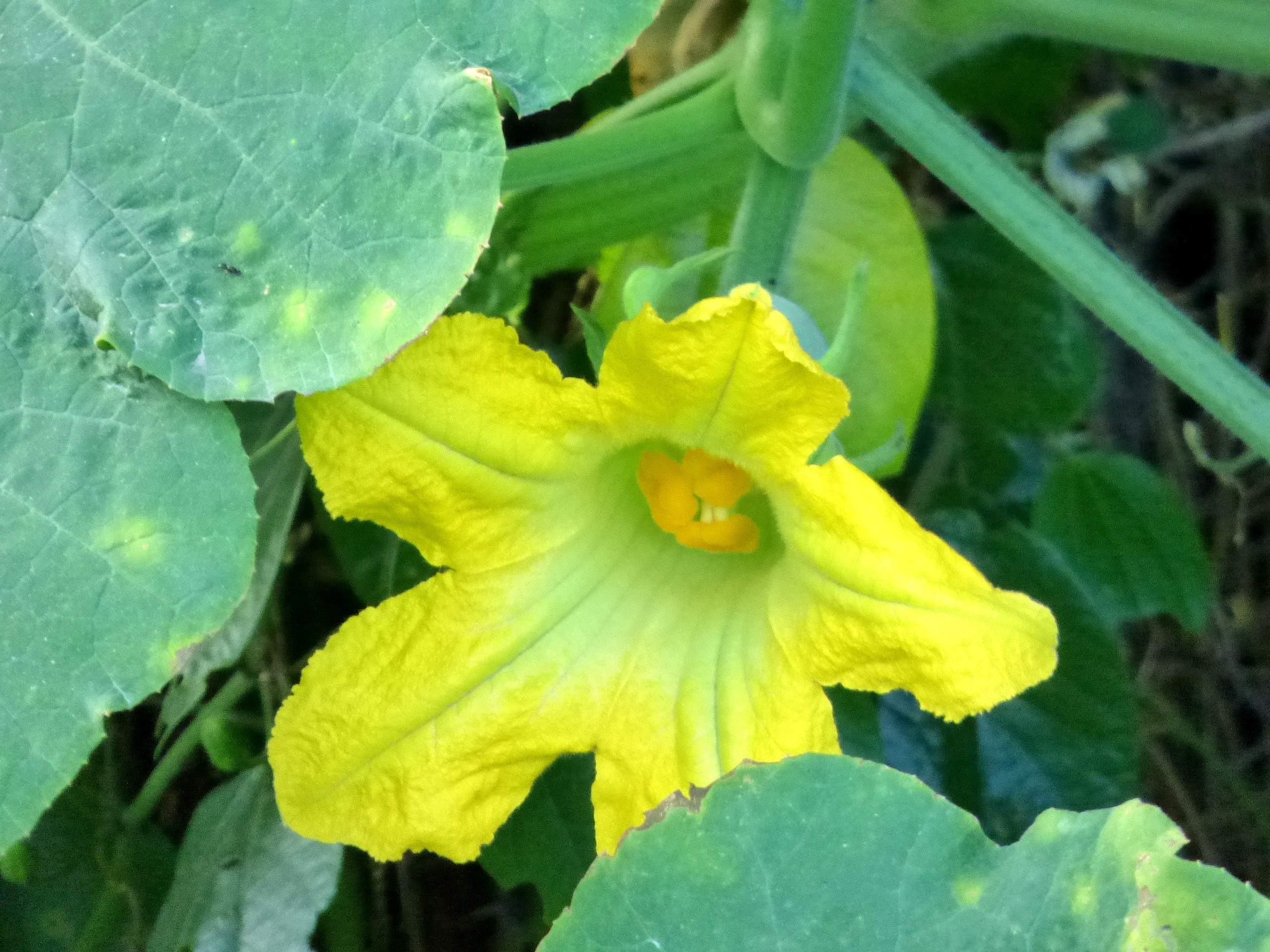
Rozvitý samičí květ

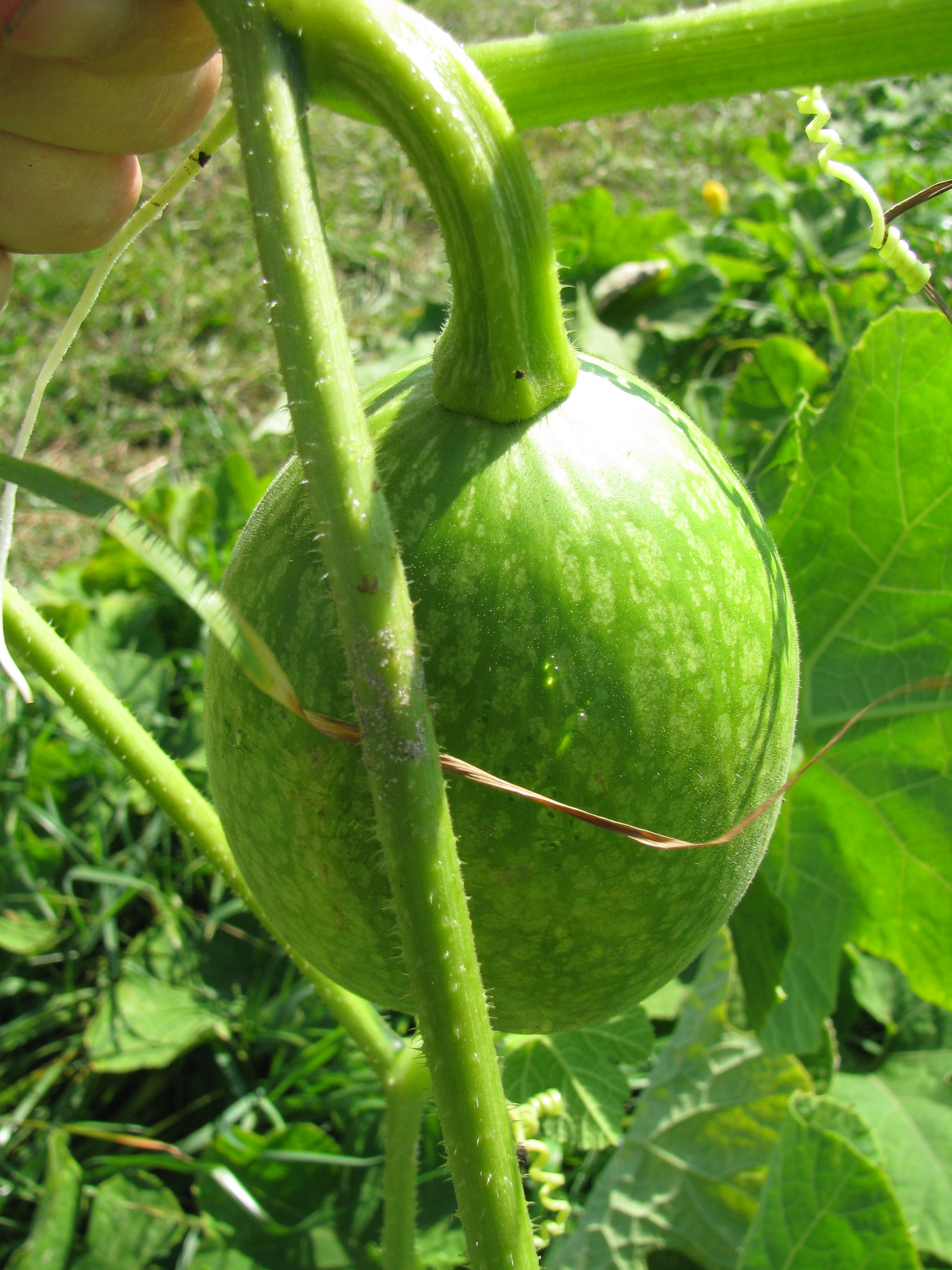
Dozrávající plod

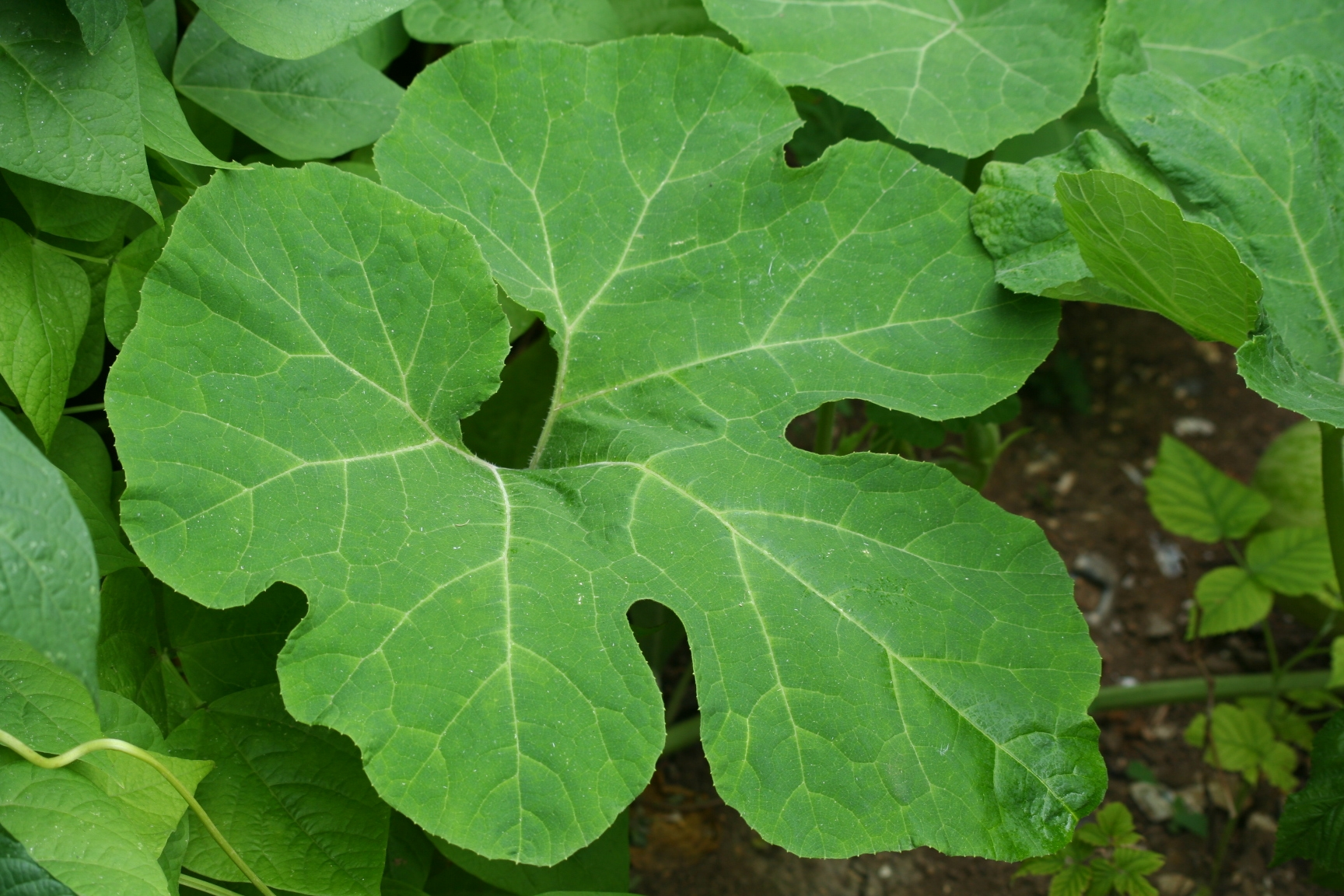
upright = 0.8

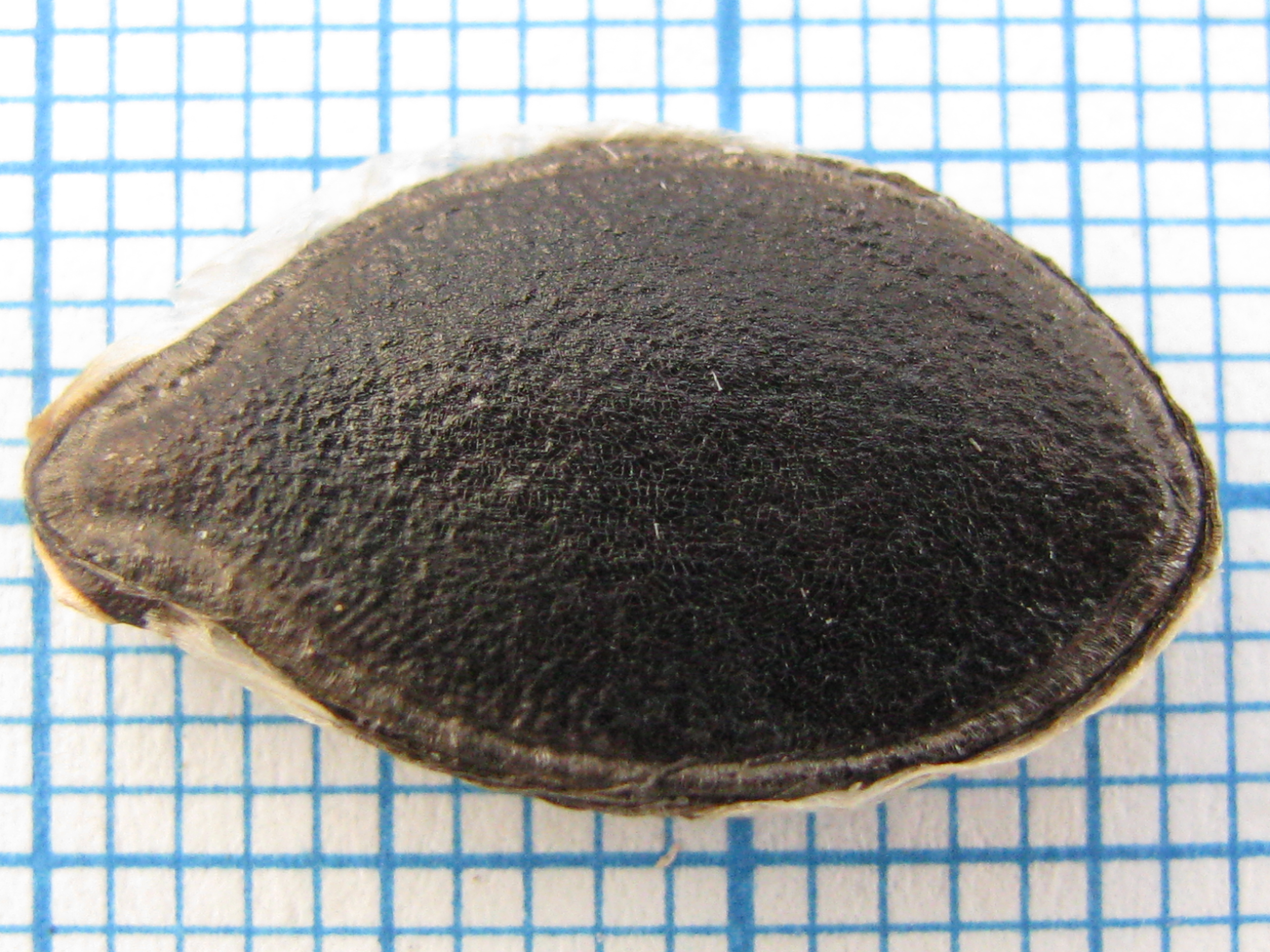
upright = 0.8

Tykev fíkolistá (Cucurbita ficifolia) je plazivá nebo popínavá jednodomá rostlina s až pěti lodyhami, která může poskytnout do padesáti dužnatých plodů, jedlých bobulí o průměrné váze 3 kg. Její listy se tvarem podobají listům fíkovníku a odtud pochází její latinské druhové jméno ficifolia, které na jejich tvar upomíná.

## Rozšíření
Pěstování tohoto druhu bylo původně rozšířeno v Americe, od jihu Spojených států amerických přes Mexiko až po Argentinu a Chile na jihu kontinentu. Šíření do Evropa bylo nastartováno v šestnáctém a sedmnáctém století, po prvých objevitelských cestách do Nového světa. Protože se rostlina pro svou trvanlivost a nenáročnost osvědčovala, byla brzy nato vyvážena do Indie, Japonska, Jižní Asie i na Nový Zéland, kde všude zdomácněla.
Jako místo skutečného původu je někdy uváděna Střední Amerika či jižní Mexiko, jindy zase Jižní Amerika a Andy. Novější archeologické stopy však ukazují na jihoamerický původ. Pravděpodobně se její domovina nacházela v andských oblastech Bolívie a Peru a následná domestikace proběhla ve Střední Americe.

## Ekologie
Druh je v porovnání s ostatními tykvemi odolnější vůči chladu a příliš teplé klima bylinám nesvědčí, vzrostlé rostliny snesou i slabší mráz. Proto se v teplých oblastech mírného pásu a subtropech pěstuje převážně ve vyšších polohách, obvykle v nadmořské výšce 1000 až 3000 m n. m. Na rozdíl od jiných druhů tykví, které mívají velmi variabilní plody, jsou její plody téměř jednotné co do velikosti, tvaru i barvy.
Tykev fíkolistá je ostatním kulturním druhům rodu geneticky dost vzdálená, běžně se s nimi nekříží. Některé soubory rostlin tohoto druhu jsou zcela imunní vůči útokům mnoha virů, které vážně postihují mnohé pěstované druhy. Rostliny se proto využívají jako podnože odolné vůči fusáriovému vadnutí i chladu a roubují se na ně okurky a melouny. Počet chromozomů tykve fíkolisté je 2n = 40.

## Popis
Jednoletá rostlina, působící dojmem krátkověké trvalky, která však nemá zásobní kořeny. Mívá až pět mohutných, mírně hranatých a rozvětvených lodyh dlouhých 5 až 25 m. Jsou střídavě porostlé dlanitě členěnými listy s pevnými řapíky dlouhými od 8 do 20 cm, v uzlinách mohou lodyhy zakořenit. Listy bývají velké 11 až 19 cm × 15 až 26 cm, obvykle jsou širší než delší, nemají palisty, bývají vejčitě srdčité a mají tři až pět kulatých nebo tupých či zašpičatělých laloků, z kterých jsou střední větší než postranní, po jsou okraji zubaté a na povrchu bělavě skvrnité. Zpod listů vyrůstají tří až čtyřklané rozvětvené úponky, které pomáhají rostlině šplhat po sousední rostlinách a konstrukcích, případně mohou v dobrých podmínkách i zapustit kořeny. Za předpokladu vhodných podmínek, včetně bezmrazého klimatu a dostatku výživy, může bylina tímto způsobem růst téměř neomezeně dlouho, v praxi po dozrání plodů obvykle usychá.
Květy jsou jednopohlavné, pětičetné, žluté, otevřené jsou velké do 7,5 cm a vyrůstají jednotlivě na stopkách z paždí listů. Samčí květy jsou podlouhlé a dlouze stopkaté, mají téměř 10 mm dlouhý zvonkovitý kalich s čárkovitými plátky. Trubkovitě zvonovitá koruna bývá dlouhá 12 cm a její plátky jsou žluté až světle oranžové. V květu je pět tyčinek, z nich dvě a dvě jsou nitkami spolu srostlé a pátá je volná, spolu tvoří střední sloupek. Samičí květy jsou na 3 až 5 cm stopkách, mají vícečetný chlupatý semeník s mnoha vajíčky, čnělka je krátká a nese laločné blizny. Květy poskytují hodně pylu i nektaru a jsou opylovány převážně včelami.
Plod má vnější oplodí tuhé, kožovité až dřevnaté, uvnitř je dužnatý či masitý. K lodyze je připojen mírně se rozšiřující stopkou, jež je na svém konci ve zralosti dřevnatá. Je světle nebo tmavě zelený s podélnými bílými čárami nebo bez nich, někdy bývá pravidelně či nepravidelně melírovaný, řídce je zelenobílý či bělavý až krémový. Je tvaru kulovitého až široce vejčitého, obvykle má 20 až 50 cm na délku a od 15 po 25 cm na šířku a mívá průměrnou hmotnost okolo 3 kg. Uvnitř je obvykle bílá a nasládlá dužina obsahující tmavě hnědá až černá eliptická semena rozmístěná po celém obsahu. Jsou dlouhá od 15 po 25 mm a široká od 7 po 12 mm, uprostřed jsou ztluštělá, na povrchu hladká a od dužiny se dobře oddělují.

## Rozmnožování
Tykev fíkolistá se rozmnožuje výhradně generativně, semeny. Bylina může vyprodukovat až tisíce semen, která si při skladování v suchu podržují klíčivost i tři roky. Vysévají počátkem období dešťů, případně v období sucha na nedostatečně odvodněných pozemcích. Často se sejí společně s kukuřici, fazolemi nebo dalšími druhy tykvovitých.

## Význam
Plody uložené v suchu vydrží velmi dlouho, tři až čtyři roky, chuťově nejlepší jsou údajně po dvou létech. Dužina je sladké chuti, má však malou výživnou hodnotu, obsahuje minimum vitamínů a minerálů, používá se k výrobě džemu, dezertů, sladkostí a nealkoholických nebo pouze mírně alkoholických nápojů. Semena jsou bohatá na bílkoviny a tuky, jedí se syrová či pražená, lisuje se z nich jedlý olej.
Květy, mladé listy a výhonky se používají jako zelenina na vaření. Listy i plody slouží i jako krmivo pro domácí býložravce. Mladé plody, do velikosti 10 cm, obvykle slouží k přípravě pokrmů, větších se užívá pro výrobu nápojů, marmelád či džemů a přezrálé plody slouží jako krmivo.
Tykev fíkolistá se využívá jako podnož k roubování pro méně odolné tykvovité rostliny, okurky nebo melouny. Pro tyto účely se např. v Česku používá vyselektovaný typ 'SM-CF 106 F1', jehož podnože mají dobrou srůstovou afinitu s většinou pěstovaných odrůd melounů a okurek. Jejich bohatý kořenový systém je odolný vůči půdním patogenům a zajišťuje bujný růst, naroubované rostliny mívají vysokou plodnost a lépe odolávají poklesu teplot. (K podobnému účelu byl vyšlechtěn hybrid 'Sprinter F1' (cucurbita maxima x cucurbita moschata).